# Rudolf Drechsler
Rudolf Drechsler (* 8. Juli 1876; † nach 1937) war ein deutscher Reichsgerichtsrat.

## Leben
Sein Vater war Kaufmann. Drechsler war evangelisch-lutherisch. Er legte die Referendarprüfung 1900 („ausreichend“) und 1905 die Assessorprüfung („ausreichend“) ab. Im selben Jahr wurde er Gerichtsassessor. 1911 wurde er zum Amtsgerichtsrat in Bottrop und 1919 zum Landgerichtsrat am Landgericht Berlin I ernannt. 1921 wurde er zum Kammergerichtsrat befördert. 1926 erfolgte die Ernennung zum Mitglied des Disziplinarhofs für nichtrichterliche Beamten und für die Aufhebung des Staatsministerialbeschlusses. Zugleich war er auch stellvertretendes Mitglied des Standesgerichtshofs der Tierärztekammer. 1930 kam er als Hilfsrichter an das Reichsgericht. Am 1. Juli 1931 wurde er Reichsgerichtsrat. Er war im IV.  und V. Strafsenat tätig. Er trat am 1. Juli 1937 in den Ruhestand.

## Mitgliedschaften
- 1918–1919 Deutsche Vereinigung
- 1919–1930 DVP